# Bruno Tolentino
Bruno Tolentino, eigentlich Bruno Lúcio de Carvalho Tolentino (* 12. November 1940 in Rio de Janeiro, Brasilien; † 27. Juni 2007 in São Paulo, Brasilien), war ein brasilianischer Lyriker, Hochschullehrer und Dolmetscher.
Er gilt als einer der großen Lyriker Brasiliens in der zweiten Hälfte des 20. Jahrhunderts.

## Leben und Wirken

### Kindheit und Jugend
Bruno Tolentino entstammte einer großbürgerlichen Familie aus Rio de Janeiro. Schon als Kind gingen Intellektuelle und Künstler im Elternhaus ein und aus, so Schriftsteller wie Cecília Meireles, Manuel Bandeira, Carlos Drummond de Andrade oder João Cabral de Melo Neto. Er lernte schon als Kind durch einen Privatlehrer neben seiner Muttersprache Portugiesisch auch Englisch und Französisch.
Die Familie hat einige Prominente aufzuweisen, so den Literaturkritiker Antonio Candido, die Theaterkritikerin Barbara Helidoro und den kaiserlichen Kronrat und Ratgeber von Kaiser Dom Pedro II. sowie Begründer des Sparkassenwesens in Brasilien durch die Caixa Economia Federal, Dom Antonio Nicolau Tolentino, der sein Ururgroßvater war.
In seiner Jugend hatte er eine Affäre mit der jüngsten Schwester des Regisseurs Glauber Rocha, Anecy Rocha, die jung verstarb und der er ein Gedicht widmete.
Sein Abitur machte er am Anglo-amerikanischen Institut und lebte in einer Studenten-WG zusammen auch mit dem späteren Schriftsteller Ferreira Gullar.
1959 begann er ein Studium der Theaterwissenschaften an der Universität von Salvador da Bahia. Seit dieser Zeit stand er auch in einer lebenslangen Brieffreundschaft mit dem französischen Dichter Yves Bonnefoy, als er eines seiner Werke gelesen hatte.

### Flucht wegen der Militärdiktatur, erste literarische Publikationen, 1960er Jahre
Ein Jahr vor dem Militärputsch – 1964 – publizierte er seinen ersten Gedichtband, der im Zuge eines Wettbewerbes, den er ebenfalls gewann, geschrieben wurde. In der Jury saß Manuel Bandeira, was ihm später als Wohlwollen ausgelegt wurde.
1965 erfolgte der Putsch gegen Präsident João Goulart und die gesamte Familie floh ins Ausland, wo er insgesamt rund 30 Jahre verbrachte und in Großbritannien, Italien, Frankreich und Belgien lebte.
Er kam zunächst nach Cardiff, wo ihn die Lyrikerin Elizabeth Bishop, die er in Rio kennengelernt hatte, mit W. H. Auden bekannt machte, wodurch sich damit eine tiefe Freundschaft zwischen den beiden bis zum Tod Audens ergab. In dieser Zeit traf er auch Giuseppe Ungaretti.
1965 wurde er als ein Vertreter Brasiliens zu einer internationalen Literaturkonferenz nach Genua geschickt, an der für Brasilien auch Murilo Mendes und Guimarães Rosa teilnahmen.
1966 schloss er eine Ausbildung zum Dolmetscher und Übersetzer in Genf ab und war fortan als Dolmetscher in diversen wichtigen internationalen Konferenzen in Teheran, Bangkok, Hongkong und Warschau tätig. In Warschau lernte er auch seine erste Frau kennen und dort wurde sein erster Sohn, Witold, geboren. Dann zog er nach Brüssel, wo er für die Europäische Wirtschaftsunion als Dolmetscher tätig war.
1968 zog er nach Bristol, wo er an der dortigen philosophischen Fakultät der Universität als Dozent tätig war.

### 1970er und 1980er Jahre
1970 ließ er sich von seiner polnischen Frau scheiden und heiratete eine in London lebende Brasilianerin. 1971 lebte er kurzzeitig in Paris und entschied sich nun, nicht mehr in Portugiesisch, sondern nur noch in Englisch oder Französisch zu publizieren.
1971 wurde er Gastprofessor an der Universität von Essex.
1972 erfolgte nun seine Ernennung zum stellvertretenden Herausgeber der von W.H.Auden geführten Universitäts- und Wissenschaftszeitschrift für Poesie und Lyrik, Poetry Now, in Oxford. Als Auden im darauffolgenden Jahr verstarb, übernahm er die Gesamtleitung der Zeitschrift und blieb ihr Herausgeber bis 1984. 1973 war er nach Oxford gezogen.
1975 wurde ihm die Ehre zuteil, als ein Vertreter einer Delegation der Universität von Oxford an der Gartenparty von Präsident Gerald Ford zum 4. Juli, dem Nationalfeiertag der USA, teilzunehmen.
1979 kehrte er zum Publizieren in seiner Muttersprache Portugiesisch zurück und trat als Professor in Bristol zurück.

### Von den 1980er Jahren bis zu Tolentinos Tod
1980 beantragte er bei den polnischen Behörden das Sorgerecht für seinen Sohn, um den Jugendlichen aus den Wirren des Staatsstreiches von General Jaruzelski herauszuhalten und in Sicherheit zu bringen. Er lebte fortan mit ihm in Oxford. 1982 ließ er sich von seiner zweiten Frau scheiden.
1985 kehrte er nach Rio de Janeiro zurück.
1986 lebte er nochmal für ein Jahr in Oxford, wo auch sein zweiter Sohn Rafael geboren wurde, den er mit seiner dritten Frau, einer Professorin für Französische Literatur, hatte.
1987 erfolgte dann ein großer Einschnitt in seinem Leben: Wegen Drogenbesitzes und Drogenhandels wurde er zu einer Haftstrafe von 11 Jahren verurteilt und saß insgesamt 22 Monate in Dartmoor ab. In dieser Zeit gründete er eine Theater- und Literaturgruppe, um den Gefangenen einen Sinn durch Theater und Literatur zu vermitteln und ihnen damit eine Hilfe nach der Haftentlassung an die Hand zu geben. Er fand zahlreiche prominente Unterstützer, bekanntester war der spätere Literaturnobelpreisträger Harold Pinter. Durch seinen Drogenkonsum hatte er sich auch mit Aids angesteckt.
Zwischen 1991 und 1993 lebte er in Marseille, dann kehrte er nach Rio de Janeiro zurück.
1996 wurde bei ihm HIV diagnostiziert. Seit 2002 lebte er dann in São Paulo, der letzten Stadt seines Lebenswegs. Im selben Jahr nahm er noch an einer internationalen Schriftstellerkonferenz in Rimini in Italien teil.
Am 27. Juni 2007 starb Tolentino im Alter von 66 Jahren an den Folgen von Multiorganversagen, das durch seine Krebs- und gleichzeitige Aidserkrankung ausgelöst worden war.

## Preise (Auswahl)
- Premio Revelação de Autor, 1960
- Prêmio Jabuti, 1995 und 2003
- Premio Cruz e Sousa, 1996
- Prêmio Abgar Renault, 1997

## Werke (Auswahl)
- Anulação e outros reparos, 1964, Lyrik.
- As horas de Katharina, 1994, Lyrik.
- Os deuses de hoje, 1995, Lyrik.
- Os sapos de ontem, 1995, Lyrik.
- A balada do cárcere, 1996, Lyrik.
- O mundo como idéia, 2002, Lyrik.
- A imitação do amanhecer, (539 Sonette, zwischen 1979 und 1994 geschrieben), 2006.